# Sydöstra England
Sydöstra England (engelska: South East England) är en av Englands nio regioner.
Regionen består av sex administrativa grevskap och tretton enhetskommuner (unitary authorities). Innan slutet av 1990-talet ingick utöver de nuvarande delarna även Essex, Hertfordshire, Bedfordshire och Greater London. Regionen är tillsammans med Greater London den mest välbärgade i Storbritannien.
Vid folkräkningen 2001 hade regionen 8 000 550 invånare, och vid folkräkningen 2011 hade regionen 8 635 000 invånare.

## Grevskap
- Berkshire (ej administrativt grevskap)
- Buckinghamshire (ej administrativt grevskap)
- East Sussex
- Hampshire
- Isle of Wight (ej administrativt grevskap)
- Kent
- Oxfordshire
- Surrey
- West Sussex

## Enhetskommuner
- Bracknell Forest (i Berkshire)
- Brighton and Hove (geografiskt en del av East Sussex)
- Buckinghamshire (geografiskt en del av grevskapet Buckinghamshire)
- Isle of Wight (geografiskt samma som grevskapet Isle of Wight)
- Medway (geografiskt en del av Kent)
- Milton Keynes (geografiskt en del av Buckinghamshire)
- Portsmouth (geografiskt en del av Hampshire)
- Reading (i Berkshire)
- Slough (i Berkshire)
- Southampton (geografiskt en del av Hampshire)
- West Berkshire (i Berkshire)
- Windsor and Maidenhead (i Berkshire)
- Wokingham (i Berkshire)